# Ерік V Рінгссон
Ерік V Рінгссон — легендарний конунг Свеаланда з 940 до 950 року. Володарював разом з дядьком Бйорном III Ерікссоном. Походив з династії Інглінгів.

## Життєпис
Був сином Рінга Ерікссона, конунга Свеаланду. Скоріш за все в цей час практикувалося одночасне обрання на тінзі свейських конунгів. Після Рінга Ерікссона став володарювати його молодший брат Бйорн Ерікссон. Напевне на той час влада конунга передавалася від брата до брата. В цілому королі з роду Інглінгів намагалися спиратися на своїх родичів з огляду на ще непевне становище у Свеаланді. Рінга Ерікссона та Бйорна Ерікссона можна лише умовно назвати королями всієї свейської землі. Це ж й стосується й Еріка Рінгссона.
Після того, як він виріс та здійснив декілька морських походів у Балтику для здобуття досвіду й поваги серед знаті Бйорн Ерікссон зробив його своїм співволодарем. З цього моменту син Рінга Ерікссона стає конунгом Еріком V.
Стосовно конкретних подій у житті Еріка V Рінгссона немає відомостей. Навіть дата смерті непевна. Скоріш за все він опирався на підтримку дядька Бйорна. Невідомо за яких обставин він помер. Лише знаємо, що це сталося близько 950 року, коли новим королем став Емунд I Еріксон, ще один дядько Еріка V. Християнські місіонери, що перебували після 950 року згадують лише короля Емунда Ерікссона.